# Левин, Аркадий Эммануилович
Арка́дий Эммануи́лович Ле́вин (род. 1 сентября 1969, Москва) — режиссёр, актёр, педагог, сценарист, издатель, продюсер. Основатель и генеральный директор Центра культурных инициатив «Сретение».

## Биография
Родился в Москве в семье Эммануила Левина и Флоры (Ольги) Нерсесовой — актёров, режиссёров, педагогов и театральных деятелей.
В 1988 г. окончил ВГМУ им. Гнесиных по специальности актёр музыкального театра (мастерская Ф. Нерсесовой). В том же году был принят в труппу МТЮЗа. Тем не менее, следуя примеру родителей, не считал своё образование завершённым. Решив его продолжить, Аркадий поступил на режиссёрский факультет ВТУ им. Щукина, став в 1995 г. его выпускником с дипломом «режиссёра драмы» (мастерская М. Тер-Захаровой).
С 1996 по 2000 гг. работал режиссёром-педагогом ВТУ им. Щукина. В 2000—2006 гг. сотрудничал с театральными школами Абадия и Арте-4 (Мадрид).
1998 год — время дебюта Аркадия Левина в качестве режиссёра и сценариста театра и кино. Надолго запомнился зрителям спектакль «Алинур» в московском ТЮЗе (2002), поставленный А. Э. Левиным по пьесе Всеволода Мейерхольда, которую тот написал в 1918 г. по сказке Оскара Уальда «Звездный мальчик». Пьеса эта не обычная — всего 7 страниц текста, но — 50 персонажей и 30 мест действия! Это создавало немалые трудности для режиссёра и исполнителей. Однако препятствием они не стали — из шаров, кубов, призм на сцене был сооружён сказочный Белый город; объёмные экраны и шесть проекторов за сценой транслировали специально созданные анимационные фильмы, помогая актерам, перевоплощаясь, переносится в самые невероятные уголки сказочного пространства.
Событием в культурной жизни столицы стала постановка А. Э. Левиным пьесы Иона Друцэ «Апостол Павел» (2003—2004). Спектакль с успехом шёл в зале Церковных Соборов храма Христа Спасителя. Впрочем, театральные критики отмечали, что «…задачи проповеди и театра трудно объединить в органичном художественном высказывании. Здесь проповедь явно берёт верх над театром, несмотря на нежную, проникновенную и исполненную волнующего драматизма игру Виктора Гвоздицкого (в роли ап. Павла)».
В дальнейшем А. Э. Левин обращается к издательской и продюсерской деятельности. Проекты, созданные под его руководством, стали заметными явлениями в культурной жизни России 2010-х годов.

## Театральные работы

### Роли
| Год  |   | Название                                                    | Роль         |
| ---- | - | ----------------------------------------------------------- | ------------ |
| 1982 | ф | ««Много шума из ничего» (МТЮЗ, реж. В. Левертов)            | Шут          |
| 1989 | с | «Гуд-бай, Америка!» (МТЮЗ, реж. Г. Яновская)                | Мистер Кук   |
| 1990 | с | «Волшебник Бахрам» (МТЮЗ, реж. К. Датешидзе, 1990)          | Мавр         |
| 1990 | с | «Петрушка» (МТЮЗ, реж. О. Киселёв)                          | Священник    |
| 1994 | с | «Иванов и другие» (МТЮЗ, реж. Г. Яновская, 1993)            | Доктор Львов |
| 1995 | с | «Жак Оффенбах, любовь и тру-ля-ля» (МТЮЗ, реж. Г. Яновская) | Бас          |
| 1995 | с | «Казнь декабристов» (МТЮЗ, реж. Кама Гинкас)                | Горбачевский |
| 2009 | с | «Волк и семеро козлят» (МТЮЗ, реж. Г. Яновская)             | Папа         |

### Постановки
- «Требизонская одалиска» Ж. Оффенбаха, ВГМУ им. Гнесиных (1994)
- «Царь Эдип» Софокла, студия Южная Корея ВТУ им. Щукина (1999)
- «Мораль пани Дульской» Г. Запольской, режиссёрский факультет ВТУ им. Щукина (1999)
- «Прошлым летом в Чулимске» А. Вампилова, режиссёрский факультет ВТУ им. Щукина (2000)
- «Бременские музыканты» Г. Гладкова и Ю. Энтина, антреприза О. Берёзкина (2001)
- «Апостол Павел». Христианская эпопея И. Друцэ, творческое объединение «Дуэт» и «Анна Домине» в зале Церковных Соборов храма Христа Спасителя (2003—2004)

## Работы в кино

### Роли
| Год  |   | Название                                                                     | Роль             |
| ---- | - | ---------------------------------------------------------------------------- | ---------------- |
| 1988 | ф | «Стукач» (Реж. Н. Лырчиков)                                                  | Андрей Успенский |
| 1993 | с | «Шейлок (Венецианский купец)» (Реж. Б. Бланк)                                | Герцог           |
| 1996 | с | Hola, ¿estás sola? / «Привет, ты одна?» (Реж. Исьер Болаин (Испания))        | Олаф             |
| 2003 | с | «Следствие ведут Знатоки. Десять лет спустя» (Реж. В. Хотиненко, В. Сорокин) | Священник        |
| 2003 | с | «Сдвиг» (Реж. А. Кельчевская, В. Кильбург)                                   | Ханс             |
| 2009 | с | «Хозяйка тайги» (Реж. Б. Казаков)                                            | Аристарх         |

### Сценарии
- «По имени житие» — цикл документальных фильмов. Студия «Просинемапродакшн» и «ТриТэ» (1998—2000)
- «Невидимые волны» — многосерийный телевизионный художественный фильм. Студия «Просинемапродакшн» (2005)
- «Хиромант 2» — многосерийный телевизионный художественный фильм. Студия «Просинемапродакшн» для Первого канала (2006)

## Издательская и продюсерская деятельность
С 2008 г. А. Э. Левин занимается крупным издательским проектом храма Христа Спасителя — созданием иллюстрированного издания: «Круг лета Господня. Времена Года. Православные праздники Антология русской поэзии. Для семейного чтения». В книге представлены произведения 94 авторов XVIII—XX веков, от Симеона Полоцкого до Иосифа Бродского. Антология состоит их четырёх томов: «Осень», «Зима», «Весна», «Лето», каждый из которых, в свою очередь, включает в себя два раздела: «Времена года», где собраны стихи о природе, и «Православные праздники», представленный поэтическими текстами, посвящёнными значимым датам православного календаря.
Изданная в 2009 г. «Антология» удостоилась множества национальных и международных премий, стяжав лавры победителя Национального книжного конкурса «Книга года — 2010»; лауреата Международного конкурса «Искусство книги — 2010»; лауреата Международной премии святых равноапостольных Кирилла и Мефодия (2010); победителя VI Открытого конкурса «Просвещение через книгу» (2011).
В 2012 г. А. Э. Левин основал Центр культурных инициатив «Сретение» — креативный продюсерский центр, осуществляющий масштабные культурно-просветительские проекты в сфере ИТ, кинематографии и книгоиздания.
Развивая проект «Круг лета Господня», Левин создал мультимедийный культурно-просветительский труд «Живая поэзия. Круг лета Господня». Более 700 стихотворений читают лучшие российские артисты: Максим Аверин, Валерий Баринов, Сергей Безруков, Анатолий Белый, Егор Бероев, Николай Бурляев, Екатерина Васильева, Алла Демидова, Игорь Костолевский, Василий Лановой, Никита Михалков, Константин Хабенский и сам Аркадий Левин. Богатейший иллюстративный материал буквально оживает в десятках анимационных фильмов режиссёра Ирмы Комладзе, созданных по мотивам иллюстраций «Антологии». Настоящее украшение проекта — фортепианный цикл «Времена года» П. И. Чайковского в исполнении Александра Гиндина.
Особое место в проекте занимает «Приложение» — методическое пособие по основам красноречия — профессиональный методический курс основ дикции и верного произношения, включающий аудиоучебник для детей и взрослых. Приложение «Живая поэзия» для iOS — победитель Национального книжного конкурса «Книга года — 2013» в номинации «Электронная книга» — в ноябре 2013 года было размещено экспертами Apple в категории «Лучшие приложения», а затем — на главном баннере AppStore. По итогам международного конкурса «Просвещение через книгу 2014» А. Э. Левин был отмечен как один из деятелей, которые внесли значительный вклад в дело религиозно-нравственного просвещения и утверждения православных ценностей.
В преддверии празднования 700-летия преподобного Сергия Радонежского Центром «Сретение» совместно с Богоявленским Кафедральным собором Москвы и храмом Христа Спасителя, при финансовой поддержке Департамента средств массовой информации и рекламы была издана книга «Образ очищенного духа. Преподобный Сергий, игумен Радонежский, в русской культуре» (автор-составитель Ф. Нерсесова). Она представляет собой собрание наиболее выдающихся трудов о преподобном Сергии, начиная от древнейшего жития, написанного преподобным Епифанием, и уникального жития, составленного святителем Филаретом, митрополитом Московским, до статей более позднего времени, посвященных значению личности преподобного Сергия. Являясь по сути антологическим сборником, книга представляет образ «игумена Радонежского» в контексте русской истории и культуры, ставя своей задачей освещение личности преподобного Сергия во всей её многогранности. В сентябре 2014 года антология «Образ очищенного духа» вошла в шорт-лист национальной книжной премии «Книга года — 2014» в номинации Humanity’s, а также стала победителем открытого международного конкурса «Просвещение через книгу — 2014» в номинации «Лучшее духовно-просветительское издание».
В 2014 г. Центр «Сретение» разработал Единую технологическую платформу (ЕПТ) ведения информационных ресурсов Департамента межрегионального сотрудничества, национальной и связей с религиозными организациями города Москвы — «Мойнарод. РФ». В рамках ЕТП создано более 100 сайтов московских национальных, региональных, казачьих и религиозных объединений и организаций. В медиатеке портала представлены сотни единиц лицензионного мультимедийного контента, представляющего культурное достояние различных организаций и землячеств. Проект получил высочайшие оценки представителей Департамента и Правительства Москвы. В 2015 году проект «Мойнарод. РФ» награждён премией «Золотой сайт 2015» в номинации «Сайт государственного проекта» за в национальное согласие РФ во всемирной паутине.
Аркадию Левину принадлежит идея создания культурно-просветительского проекта «Дороги России» — мультимедийной интерактивной карты достопримечательностей РФ. С 2012 г. его разрабатывает Центр культурных инициатив «Сретение». В 2013 и 2014 гг. проект заслужил звание победителя конкурса «Православная инициатива». С 2015 г. «Дороги России» реализуются совместно с Российским фондом культуры и Национальным фондом поддержки правообладателей.